# Baumgarten (Püchersreuth)
Baumgarten ist ein Gemeindeteil von Püchersreuth im Landkreis Neustadt an der Waldnaab des bayerischen Regierungsbezirks Oberpfalz.

## Geographische Lage
Baumgarten liegt an der Bundesstraße 15 am Westhang des 541 m hohen Steinbühls.
Der Weiler besteht aus einem Hotel mit Restaurant und Übernachtungsmöglichkeiten und vier Wohnhäusern.
Baumgarten liegt 5 km nordwestlich von Püchersreuth, 6,7 km nordöstlich von Neustadt an der Waldnaab und 4 km östlich von Windischeschenbach.
Im Norden, Osten und Südosten ist die Ortschaft Baumgarten von einem ausgedehnten Waldgebiet mit zahlreichen Quellen umgeben, das von Norden im Uhrzeigersinn nach Südosten aus Bogenholz, Dockenholz, Hasenbühl, Baumgarten, Wiege, Steinbühl (541 m), Leitenholz, Sichholz, Kernöd (487 m) und Geißelholz besteht.
Die dort entspringenden Bäche fließen teils nach Westen (Schleißbach) zur Waldnaab, teils nach Südosten (Rohrbach, Weiherlohbach) zur Schlattein.

## Geschichte
Baumgarten liegt im Stiftland des Klosters Waldsassen. Baumgarten wurde erstmals in einer Statistik von 1961 als „Ortsteil der Gemeinde Eppenreuth“ erwähnt. Eppenreuth gehörte zu dieser Zeit zum Landkreis Neustadt an der Waldnaab. 1978 wurde die Gemeinde Eppenreuth mit ihren Gemeindeteilen in die Gemeinde Püchersreuth eingegliedert.

## Einwohnerentwicklung in Baumgarten ab 1961
| Jahr | Einwohner | Gebäude |
| ---- | --------- | ------- |
| 1961 | 22        | 5       |
| 1970 | 25        | k. A.   |
| 1987 | 21        | 4       |
| 2011 | 30        | k. A.   |